# Hieracium sternbergianum
Hieracium sternbergianum là một loài thực vật có hoa trong họ Cúc. Loài này được Chrtek f. mô tả khoa học đầu tiên năm 2005.